# Свети Георги (Милово)
Вижте пояснителната страница за други значения на Свети Георги.
„Свети Георги“ (на гръцки: Αγίου Γεωργίου Μεγάλης Γέφυρας) е късносредновековна православна църква край село Милово (Мегали Гефира), Егейска Македония, Гърция, част от Китроската, Катеринска и Платамонска епархия. Църквата датира от 1537 година. Мраморната плоча на Светата трапеза е от 1014 година.
В църквата в XIX век работи зографът от Кулакийската школа Константинос Ламбу, който изписва царската икона на Христос, както и Димитриос и Дакос Хадзистаматис, които изработват серия икони от фриза и разпятието на иконостаса.